# HG Odense
Le HG Odense est un club de handball, situé à Odense au Danemark, il est le club de handball le plus titré du Danemark en titre de champion avec c'est quelque 13 titres, cependant le HG Odense n'a jamais remporté la Coupe du Danemark.

## Palmarès
- Championnat du Danemark (13)
  - 1938-39, 1939-40, 1940-41, 1942-43, 1945-46, 1946-47, 1955-56, 1959-60, 1965-66, 1966-67, 1967-68, 1968-69, 1969-70.